# Omar Apollo
Omar Apolonio Velasco, född 20 maj 1997, professionellt känd som Omar Apollo, är en mexikansk-amerikansk singer-songwriter från Indiana. Apollo sjunger på både engelska och spanska. 

## Diskografi

### Album
- Apolonio (2020)

### EP
- Stereo (2018)
- Friends (2019)